# Výčapy
Výčapy (en allemand : Witschap) est une commune du district de Třebíč, dans la région de Vysočina, en République tchèque. Sa population s'élevait à 869 habitants en 2024.

## Géographie
Výčapy se trouve à 8 km au sud de Třebíč, à 35 km au sud-est de Jihlava et à 148 km au sud-est de Prague.
La commune est limitée par Třebíč au nord, par Petrůvky et Ostašov à l'est, par Jaroměřice nad Rokytnou à l'est, au sud et au sud-est, et par Horní Újezd et Mikulovice à l'ouest.

## Histoire
La première mention écrite de la localité date de 1104.

## Administration
La commune se compose de deux sections :
- Štěpánovice
- Výčapy

## Transports
Par la route, Výčapy se trouve à 8,5 km de Třebíč, à 41 km de Jihlava et à 171 km de Prague.